# Incendios forestales de Canarias de 2007
Los incendios forestales de Canarias de 2007 fueron un conjunto de 5 incendios forestales (3 de ellos grandes) que tuvieron lugar en Canarias, España, sobre todo en las islas de Tenerife y Gran Canaria, desde el 27 de julio hasta el 15 de agosto de 2007. 
Los lugares más castigados por estos incendios estaban en zonas donde había viviendas lejanas y bosques de poca abundancia. 

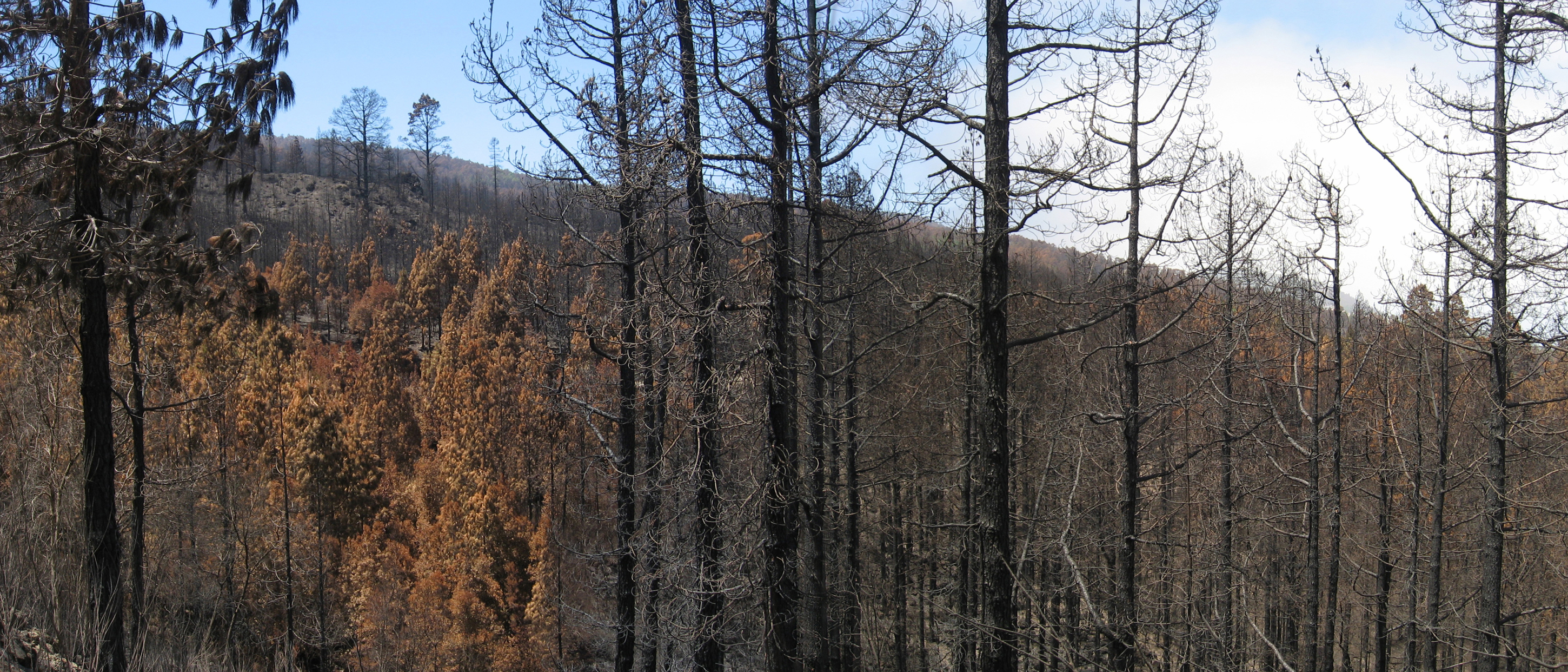
Panorámica de los montes del norte de Tenerife, después del incendio.

Según fuentes de la Consejería de Medio Ambiente del Gobierno de Canarias, la cuarta parte de Gran Canaria fue afectada, con 20.000 hectáreas aproximadamente; en los incendios de La Gomera y Tenerife, se calcinaron cerca de 19.000 hectáreas.
En Gran Canaria, las zonas más afectadas fueron los municipios de La Aldea de San Nicolás, Tejeda, San Bartolomé de Tirajana, Santa Lucia de Tirajana, Mogán y San Mateo. 
En la provincia de Santa Cruz de Tenerife, las zonas más afectadas fueron el norte de Tenerife y La Gomera. 
En el incendio de Gran Canaria hubo 2 heridos graves, pertenecientes a la Unidad Militar de Emergencias y cientos de animales muertos.

## Causas
El incendio de Gran Canaria fue provocado por un vigilante forestal, quien más tarde avisó a los bomberos. El incendio de Tenerife también fue provocado, aunque nunca se supo la identidad de los pirómanos. En cambio, el incendio de La Gomera fue casual y no intencionado, siendo el que menos daños provocó.

## Pérdidas económicas
En el incendio de Gran Canaria se calcinaron el parque de aves exóticas Palmitos Park y un hotel adyacente. Asimismo, numerosas viviendas quedaron arrasadas por las llamas, entre ellas la del entonces alcalde de Mogán. En el incendio de Tenerife se perdieron también numerosos vehículos y viviendas, entre ellas el caserío de Masca.